# 穀倉塔
穀倉塔（英語：Grain elevator），是一種用於儲存穀物的農業設施，為穀倉的型式之一。農業貿易中，穀倉塔亦指帶有斗式起重機或氣動傳送管的塔式建築，以將穀物從低處運往筒倉的頂端。
絕大多數情況下，穀倉塔並不單指當中的塔，而是包括附近的支援建築物，例如接收站、測試室、磅及筒倉等。英語亦可指管理上述設施的組織。
穀倉塔發明之前，穀物大多按包（in bags）處理，而非作為大宗商品（in bulk），即穀物在交易、運輸或處理時需以人力或機械每包分別處理，限制了其效率。美國商人約瑟夫·達特於1842年在紐約州水牛城設計並建造首座穀倉塔—達特穀倉塔。他與機械工程師羅伯特·丹巴爾參照伊文思蒸氣麵粉廠的設計將鬆散的穀物運往其他儲物塔的高處儲存。